# Bouctouche
Pour les articles homonymes, voir Bouctouche (homonymie).
Bouctouche (en micmac : Puktusk (Francis-Smith) ou Tjipogtotjg (Pacifique)) est une ancienne ville du sud-est du Nouveau-Brunswick, au Canada. Elle fait partie de la ville de Grand-Bouctouche depuis la réforme de la gouvernance locale du 1er janvier 2023.

## Toponymie
Bouctouche dérive du mot micmac Chebooktoosk, qui signifie « grand petit havre ». Selon certaines sources, il serait plutôt un diminutif du nom Richibouctou, aussi d'origine micmacque. Le nom est aussi associé au micmac buktw, qui signifie « feu ». En 1903, Michaud a émis l'hypothèse que le nom serait plutôt celui d'un chef micmac. Le nom est parfois orthographié Buctouche ou Buctuche en anglais. Il se prononce [ˈbʌktuːʃ ] dans cette langue. La ville a déjà aussi porté le nom de Big Buctouche River en anglais, un toponyme aussi porté à l'origine par Coates Mills.

## Géographie

### Géographie physique

#### Situation
La ville est située à 40 kilomètres à vol d'oiseau et à 55 kilomètres de route au nord de Moncton, dans le pays de Gédaïque, à proximité du détroit de Northumberland, dont elle est protégée par la dune de Bouctouche.
Bouctouche est généralement considérée comme faisant partie de l'Acadie.

Carte de Bouctouche.

#### Hydrographie
Le principal cours d'eau est la rivière Bouctouche, qui coule en direction nord-est. Après avoir traversé le centre-ville, celle-ci conflue avec la Petite Rivière Bouctouche, au sud, et la rivière Black, au nord, pour former le havre de Bouctouche. Celui-ci s'élargit encore pour devenir la baie de Bouctouche, qui elle-même se déverse dans le détroit en direction sud.
Les autres cours d'eau sont de faible importance. On retrouve les ruisseaux George Collet, Irving et Noël.
Dans la rivière Bouctouche se trouve l'île-aux-Puces.

#### Géologie
Le sous-sol de Bouctouche est composé principalement de roches sédimentaires du groupe de Pictou datant du Pennsylvanien (entre 300 et 311 millions d'années).

#### Climat
Par sa position sur le continent et son emplacement sur le détroit de Northumberland, le climat de Bouctouche est typiquement celui des côtes de l'Atlantique du Nord Ouest et pourrait se décrire comme suit: un été qui débute plutôt vers la fin de juin, un mois de juillet agréable, chaud et venteux pour les sports nautiques de tout genre. Un rafraîchissement se fait sentir en soirées vers la mi-Août. On y voit de superbes aurores boréales durant les mois d'été et le ciel est merveilleusement noir pour voir les étoiles la nuit. L'automne en tout début septembre amène un temps calme, frais, et fort agréable pour les randonnées dans la nature. L'hiver est enneigé, long et froid. La randonnée en ski de fond se pratique sur de nombreux sentiers. La baie gèle souvent en novembre et permet d'y faire des sports d'hiver sur glace. La fonte a lieu en avril et le Printemps se pointe tranquillement en mai avec un réchauffement graduel jusqu'en fin juin.

### Géographie humaine

#### Transport
Bouctouche est traversée par la route 11, une autoroute reliant le Québec, au nord-est, à Shédiac, au sud. La route 134 est parallèle à cette dernière. La route 135 constitue elle aussi un accès secondaire par le sud-ouest via Moncton. Les routes 475, 515 et 535 desservent aussi la ville et les villages des environs.
La rivière est navigable. Le quai du centre-ville peut accueillir quelques bateaux et le port de plaisance du quartier Saint-Jean-Baptiste peut en accueillir plus de 50.

#### Morphologie urbaine
Le centre-ville est situé sur la rive nord de la rivière. On y retrouve la plupart des résidences, institutions et commerces. Boisjoli est un quartier à l'ouest du centre-ville. On y retrouve des résidences le long du boulevard Irving et le parc industriel. Le quartier de Saint-Jean-Baptiste est situé à l'est du centre-ville, le long du chemin du Couvent, sur une péninsule bordée au nord par la rivière Black et au sud par le havre. Girouardville est situé au nord du centre-ville, le long du chemin Girouardville. Bouctouche-Sud est situé au sud du centre-ville, de l'autre côté de la rivière, centré sur la rue Acadie. Ces trois derniers quartiers sont tous principalement résidentiels et ruraux, en particulier Girouardville.

#### Logement
La ville comptait 1036 logements privés en 2006, dont 960 occupés par des résidents habituels. Parmi ces logements, 63,0 % sont individuels, 4,7 % sont jumelés, 5,2 % sont en rangée, 3,1 % sont des appartements ou duplex et 18,8 % sont des immeubles de moins de cinq étages. Enfin, 4,7 % des logements entrent dans la catégorie autres, tels que les maisons-mobiles. 68,8 % des logements sont possédés alors que 31,3 % sont loués. 71,9 % ont été construits avant 1986 et 9,9 % ont besoin de réparations majeures. Les logements comptent en moyenne 6,3 pièces et 0,0 % des logements comptent plus d'une personne habitant par pièce. Les logements ont une valeur moyenne de 115 003 $, comparativement à 119 549 $ pour la province.

## Histoire

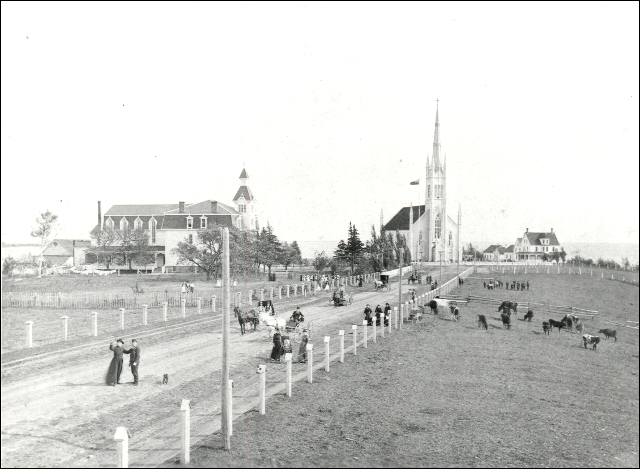
Bouctouche en 1893.

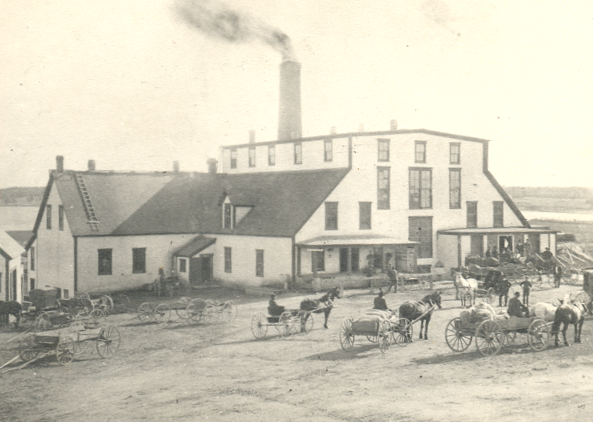
Beurrerie de la Société d'agriculture de Bouctouche, en 1900.

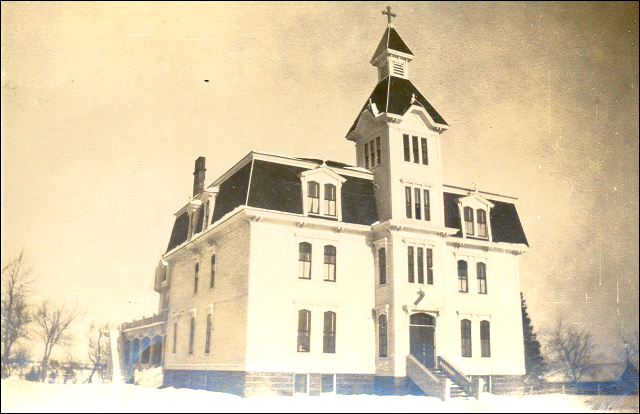
Le Couvent de l'Immaculée-Conception, vers 1924.

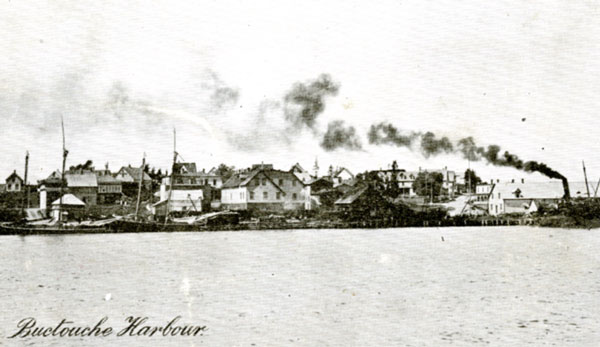
Le port de Bouctouche vers 1930.

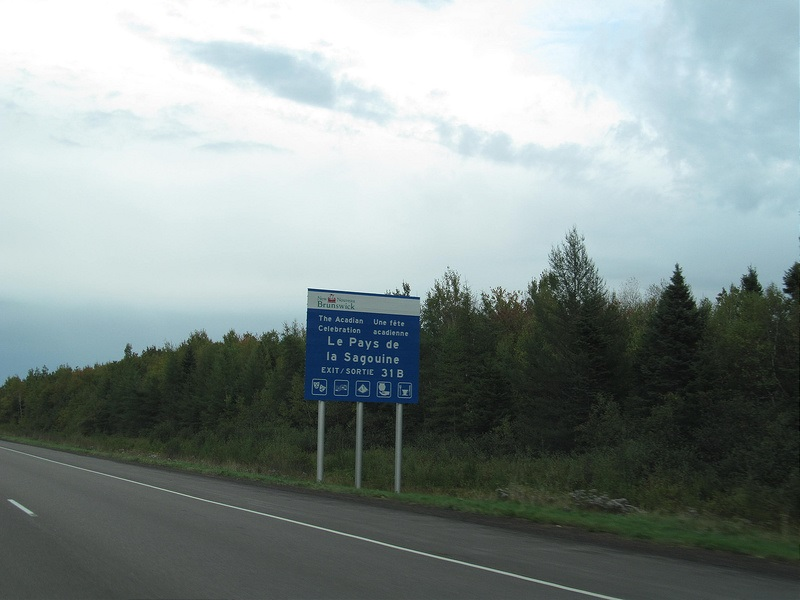
Le pays de la Sagouine à Bouctouche en Acadie.

Bouctouche est situé dans le territoire historique des Micmacs, plus précisément dans le district de Sigenigteoag, qui comprend l'actuel côte Est du Nouveau-Brunswick, jusqu'à la baie de Fundy. Un plan de 1794 note la présence d'une village micmac, près de la rivière Mascogne. Il y a toujours une population micmacque à la réserve de Bouctouche 16, à l'ouest de la ville.
Quatre ou cinq familles échappant à la déportation des Acadiens s'établissent à la pointe à Jacquot en 1763. Les premiers résidents permanents, des rescapés du Grand Dérangement de la région de Memramcook, s'installent en 1785, suivis 15 ans plus tard, en 1800, par les premières familles anglaises. Ces derniers s'établissent à Bouctouche-Sud et sont joints plus tard par des Irlandais.
La réserve Bouctouche 16 est établie en 1810. La première école, fonctionnant sous le système Madras, ouvre ses portes en 1817; c'est l'une des deux premières écoles acadiennes modernes. Elle ne reçoit du financement du gouvernement qu'à partir de 1819.
La réserve Bouctouche 16 est réduite en superficie en 1822 et les terres sont surtout données à des Acadiens. En 1825, Bouctouche est touché par les Grands feux de la Miramichi, qui dévastent entre 10 000 km2 et 20 000 km2 dans le centre et le nord-est de la province et tuent en tout plus de 280 personnes,. Un premier bureau de poste est inauguré en 1829.
Le 6 août 1879, une tornade dont la force est estimée à F3 toucha le village. Elle fit 5 morts, 10 blessés et rendit 25 familles sans-abris. Ce fut la plus importante tornade à jamais toucher les provinces de l'Atlantique, et la 10e plus meurtrière de l'histoire du pays.
Le couvent et le presbytère sont construits en 1880. Une ligne de chemin de fer allant jusqu'à Moncton est inaugurée en 1887. Les rails séparent la ville en gens « d’en-haut » et en gens « d’en-bas ». Par contre, le chemin de fer favorise l'économie de la ville, plusieurs hôtels et des ateliers sont construits à proximité de la gare. La ville est également un port d'entrée pour les immigrants. Le bureau de poste de Saint-Jean-Baptiste ouvre ses portes en 1888.
Des efforts de commercialisation de l'agriculture sont tentés et le curé François-Xavier-Joseph Michaud fonde la société d'agriculture en 1892; il y a déjà deux fromageries et deux beurreries en 1894. En 1900, le parc industriel compte trois fromageries et cinq beurreries ainsi qu'un moulin à farine, un moulin à carder la laine, une machine à lattes, un magasin général, une conserverie de fruits et des entrepôts. Le complexe est démoli dans un incendie en 1906; il souffrait toutefois déjà d'un certain ralentissement. Seule la meunerie et le moulin à carder sont reconstruits. Au début du XXe siècle, l'économie reste toutefois centrée sur l'exportation du poisson et des produits forestiers.
Le bureau de poste de Girouardville ouvre ses portes en 1913. En 1917, lors de la crise de la conscription, des déserteurs sont poursuivis à Bouctouche et les environs, donnant lieu à des échanges de coups de feu. Vingt-cinq sont emprisonnés à Saint-Jean par la suite.
L'église Saint-Jean-Baptiste est détruite dans un incendie en 1921. En 1924, K.C. Irving ouvre une petite station-service dans le centre du village. Après ce début modeste, K.C. Irving, puis ses fils, agrandissent leur affaire et leur groupe est maintenant la troisième compagnie canadienne. Le presbytère est déplacé au 19, boulevard Irving en 1924 et une église temporaire est ouverte sur le site actuel, en 1926.
La caisse populaire de Bouctouche est fondée en 1939. Le bureau de poste de Boisjoli ouvre ses portes en 1940.
Durant la Seconde Guerre mondiale, la compagnie Irving construit au quai de Bouctouche des barges destinées aux manœuvres militaires en Europe. Après la guerre, la compagnie y transforme des corvettes en navires de marchandises.
Le bureau de poste de Saint-Jean-Baptiste ferme ses portes en 1946. En 1947, plus de 50 000 personnes assistent au Congrès marial. La même année, l'infirmière Aline Michaud-Marcoux, son époux le médecin Robert Marcoux et son père Félix Michaud ouvrent l'hôpital Stella-Maris, d'une capacité de 14 lits, dans la maison McLaughlin. L'hôpital ferme en 1949 mais est rouvert en 1952. En 1948, le complexe de la Société d'agriculture est transformé en usine d'apprêtage du poisson, qui ferme ensuite ses portes en 1959. Un palais de justice est construit dans les années 1950.
Le bureau de poste de Girouardville ferme ses portes en 1953. La construction de la nouvelle église commence au-dessus de la salle temporaire en 1954 et dure un an. Les Religieuses de Notre-Dame-du-Sacré-Cœur en assurent la direction de 1955 à sa fermeture définitive en 1962; le nouvel hôpital Stella-Maris-de-Kent le remplace à Sainte-Anne-de-Kent en 1966. Le bureau de poste de Boisjoli est fermé en 1955.
Le chemin de fer est démantelé en 1965. Bouctouche est constituée en village le 9 novembre 1966. La Polyvalente Clément-Cormier est inaugurée en 1969.
L'ancien couvent devient le Musée de Kent en 1977.
Le terrain de golf est inauguré en 1982. Bouctouche est constituée en ville le 24 juin 1985. Elle accueille la VIe finale des Jeux de l'Acadie la même année.
L'entreprise de télécommunications Mitel Networks construit une usine à Bouctouche en 1983, comptant même sa propre bretelle d'autoroute; l'usine est abandonnée avant même d'avoir ouvert ses portes à cause des mauvaises conditions du marché. L'économie se développe et se diversifie de toute façon à la fin du siècle et l'assiette fiscale de la ville passe de 40,3 millions $ en 1985 à 91,4 millions $ en 1998 tandis qu'il se construit pour 13,5 millions $ entre 1992 et 1997. L'école Dr-Marguerite-Michaud est inaugurée en 1988.
Le Pays de la Sagouine est un parc culturel qui ouvre ses portes en 1992 sur le thème du roman d'Antonine Maillet, La Sagouine.
L'usine abandonnée est reprise par le manufacturier de systèmes de ventilation Fantech à la fin des années 1990. La caisses populaire fusionne avec quatre autres en 2001 pour former la Caisse populaire de Kent-Beauséjour, avant de fusionner avec la caisse populaire de Kent-Sud en 2008. Une série d'actes de vandalisme ont causé des millions de dollars de dommages à l'automne 2008, à Bouctouche et dans le reste du comté ; le pays de la Sagouine est ensuite rénové. Le palais de justice devient un centre culturel en 2010.

## Démographie
(juillet 2016).

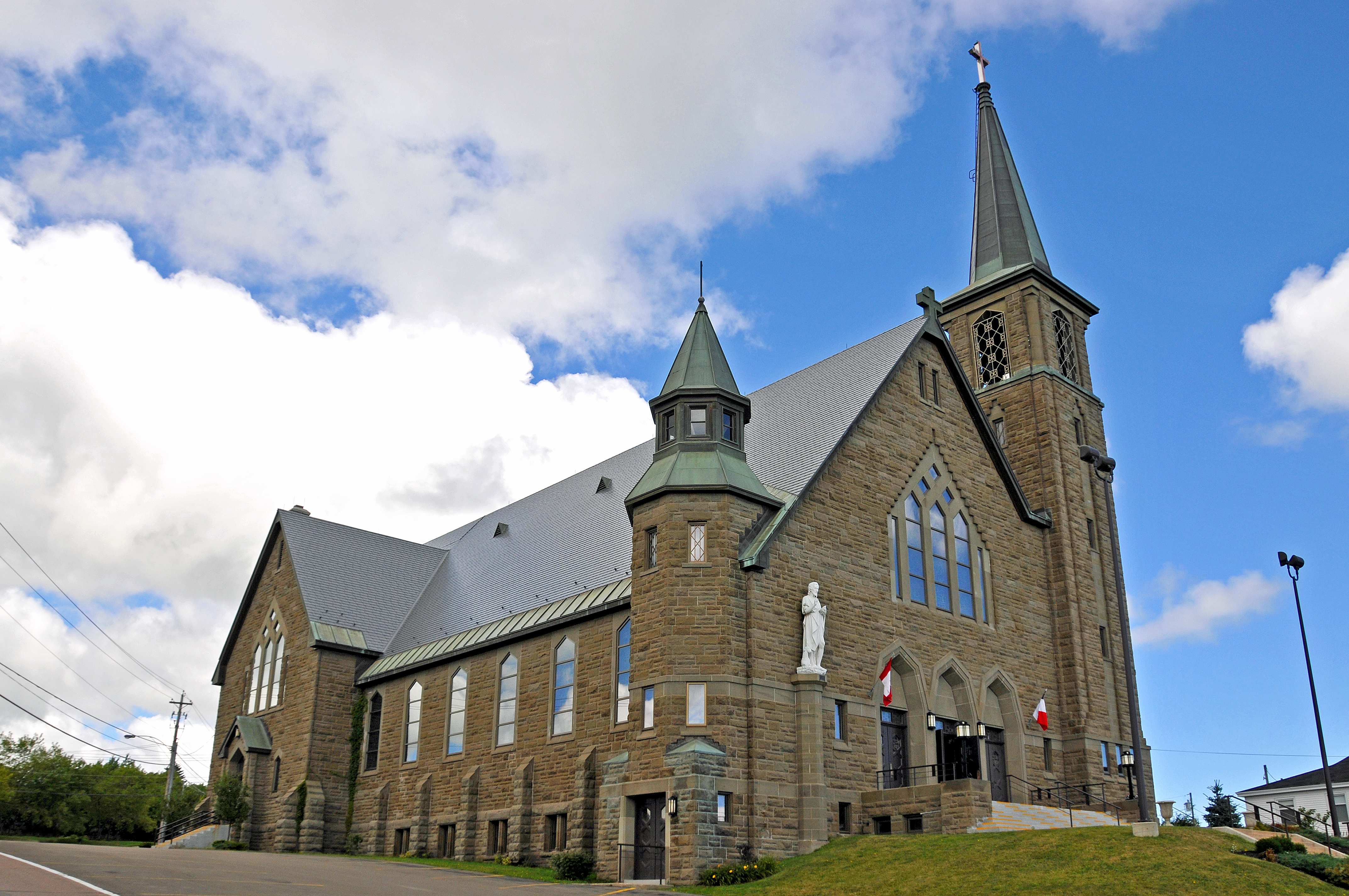
L'église Saint-Jean-Baptiste.

La ville comptait 2 383 habitants en 2006, soit une baisse de 1,8 % en 5 ans. Il y a en tout 960 ménages dont 680 familles. Les ménages comptent en moyenne 2,4 personnes tandis que les familles comptent en moyenne 2,7 personnes. Les ménages sont composés de couples avec enfants dans 20,8 % des cas, de couples sans enfants dans 31,8 % des cas et de personnes seules dans 26,0 % des cas alors que 21,9 % des ménages entrent dans la catégorie autres (familles monoparentales, colocataires, etc.). 64,7 % des familles comptent un couple marié, 14,7 % comptent un couple en union libre et 21,3 % sont monoparentales. Dans ces dernières, une femme est le parent dans 86,2 % des cas. L'âge médian est de 45,6 ans, comparativement à 41,5 ans pour la province. 88,0 % de la population est âgée de plus de 15 ans, comparativement à 83,8 % pour la province. Les femmes représentent 51,7 % de la population, comparativement à 51,3 % pour la province. Chez les plus de 15 ans, 34,1 % sont célibataires, 43,0 % sont mariés, 6,4 % sont séparés, 5,7 % sont divorcés et 10,7 % sont veufs. De plus, 9,0 % vivent en union libre.
| 1981  | 1986  | 1991  | 1996  | 2001  | 2006  | 2011  | 2016  |
| ----- | ----- | ----- | ----- | ----- | ----- | ----- | ----- |
| 2 476 | 2 420 | 2 364 | 2 459 | 2 426 | 2 383 | 2 423 | 2 361 |

| 2021  | - | - | - | - | - | - | - |
| ----- | - | - | - | - | - | - | - |
| 2 513 | - | - | - | - | - | - | - |

Les autochtones représentent 0,4 % de la population et 0,0 % des habitants font partie d'une minorité visible. Les immigrants représentent 3,3 % de la population et 0,4 % des habitants sont des résidents permanents. 1,1 % des habitants ne sont pas citoyens canadiens et 94,8 % des habitants âgés de plus de 15 ans sont issus de familles établies au Canada depuis trois générations ou plus. En date du 16 mai 2006, 87,6 % des gens avaient la même adresse depuis au moins un an alors que 8,9 % habitaient auparavant ailleurs dans la même ville, que 2,7 % habitaient ailleurs dans la province, que 0,9 % habitaient ailleurs au pays et que 0,4 % habitaient ailleurs dans le monde. À la même date, 73,4 % des gens avaient la même adresse depuis au moins cinq ans alors que 17,2 % habitaient auparavant ailleurs dans la même ville, que 6,7 % habitaient ailleurs dans la province, que 2,8 % habitaient ailleurs au pays et que 0,5 % habitaient ailleurs dans le monde.
La langue maternelle est le français chez 92,7 % des habitants, l'anglais chez 6,2 % et les deux langues chez 0,7 % alors que 0,7 % sont allophones. Les deux langues officielles sont comprises par 81,7 % de la population alors que 16,3 % des habitants sont unilingues francophones, que 2,2 % sont unilingues anglophones et que 0,0 % ne connaissent ni l'anglais ni le français. Le français est parlé à la maison par 92,5 % des gens, l'anglais par 6,9 %, les deux langues officielles par 0,7 %, le français et une langue non officielle par 0,0 %, l'anglais et une langue non officielle par 0,0 % et une langue non officielle seule par 0,0 %. Le français est utilisé au travail par 85,6 % des employés et l'anglais par 15,2 % alors que 2,7 % des employés utilisent les deux langues officielles, que 0,0 % utilisent le français et une langue non officielle, que 0,0 % utilisent l'anglais et une langue non officielle et que 0,0 % utilisent uniquement une langue non officielle.
| Évolution des langues maternelles (en %) | Légende                                                         |
| ---------------------------------------- | --------------------------------------------------------------- |
|                                          | - Français - Anglais - Anglais et français - Autre(s) langue(s) |
| Sources, :                               |                                                                 |

Chez les plus de 15 ans, 49,5 % n'ont aucun certificat, diplôme ou grade, 16,1 % ont uniquement un diplôme d'études secondaires ou l'équivalent et 34,4 % détiennent aussi un certificat, un diplôme ou un grade post-secondaire; par comparaison, ces taux s'élèvent à 29,4 %, 26,0 % et 44,6 % au provincial. Parmi la même tranche d'âge, 11,1 % des gens possèdent un diplôme d'un programme d'un an au CCNB ou l'équivalent, 12,1 % détiennent un diplôme d'un programme de trois ans au CCNB ou l'équivalent, 4,0 % ont un diplôme ou un certificat universitaire inférieur au baccalauréat et 6,9 % ont un certificat, un diplôme ou un grade universitaire plus élevé. Parmi ces diplômés, 7,9 % sont formés en enseignement, 2,2 % en arts ou en communications, 2,9 % en sciences humaines, 2,9 % en sciences sociales ou en droit, 28,1 % en commerce, en gestion ou en administration, 0,0 % en sciences et technologies, 2,9 % en mathématiques ou en informatique, 17,6 % en architecture, en génie ou dans des domaines connexes, 0,0 % en agriculture, en ressources naturelles ou en conservation, 7,2 % en santé, parcs, récréation ou conditionnement physique, 14,4 % en services personnels, de protection ou de transport et 0,0 % dans d'autres domaines. Les diplômés post-secondaires ont terminé leurs études à l'extérieur du pays dans 2,9 % des cas.

## Économie

### Travail et revenu
Le recensement de 2006 de Statistique Canada fournit aussi des données sur l'économie. Chez les habitants âgés de plus de 15 ans, le taux d'activité était alors de 57,4 %, le taux d'emploi était de 48,5 % et le taux de chômage était de 15,5 %. À titre de comparaison, ceux de la province étaient respectivement de 63,7 %, 57,3 % et 10,0 %.

### Principaux secteurs
En 2006, on dénombrait 2,6 % des emplois dans l'agriculture (6,9 % au provincial), 11,8 % dans la construction (6,7 % au provincial), 16,6 % dans la fabrication (10,8 % au provincial), 6,1 % dans le commerce de gros (3,6 % au provincial), 10,5 % dans le commerce au détail (11,9 % au provincial), 3,1 % dans les finances et l'immobilier (4,2 % au provincial), 8,3 % dans la santé et les services sociaux (11,4 % au provincial), 3,5 % dans l'enseignement (6,5 % au provincial), 8,7 % dans les services de commerce (16,9 % au provincial) et 28,4 % dans les autres services (21,1 % au provincial).
L'économie de Bouctouche est basée sur le tourisme, les services, la pêche et la fabrication. Bouctouche compte 200 commerces et ses entreprises emploient 1800 personnes provenant à la fois de la ville et du comté.
La plus grande entreprise de la ville est la Coopérative de Bouctouche Inc., avec un chiffre d'affaires annuel de 22,5 M$ CAD et 40 employés ; c'est la 60e entreprise sur 101 dans les provinces de l'Atlantique en 2013 selon le magazine Progrès. Le principal employeur est Kent Homes, une entreprise de maisons préfabriquées comptant 175 employés. Propriété du groupe J.D. Irving, le site de Bouctouche, sur le chemin du Couvent, compte l'usine et le siège-social. L'usine Fantech, sur la route Kanalflakt, est la propriété de l'entreprise suédoise Systemair, fabrique des systèmes de ventilation et compte 110 employés. Mills Seafood, sur la rue Mills, est une entreprise de transformation de coques et de poisson comptant 115 employés.
Un centre commercial est situé sur le boulevard Irving, au centre-ville mais il y a d'autres commerces en ville. Notamment, deux stations-services, un magasin de la Société des alcools du Nouveau-Brunswick, une coopérative alimentaire, deux concessionnaire automobile et des magasins de matériaux de construction, d'électronique et de vêtements.
Bouctouche compte une succursale de la Banque royale, une succursale de la Banque nationale ainsi qu'une succursale de la Caisse populaire Kent-Sud, basée à Cocagne et affiliée à UNI Coopération financière. La ville compte trois auberges, six gîtes et des chalets, sans compter l'offre régionale. Il y a près de vingt restaurants, servant autant de la cuisine acadienne, américaine, canadienne, italienne, chinoise et grecque.
Entreprises Kent, fondé en 1974, CBDC Kent, fondée en 1981 ainsi que la Corporation d'amélioration des affaires de Bouctouche, fondée en 1988, ont pour mission de stimuler la croissance économique de la ville alors que la Chambre de commerce de Bouctouche, fondée en 1947, représente et protège les intérêts des entreprises.

## Administration

### Conseil municipal
Le conseil municipal est formé d'un maire et de quatre conseillers généraux.
Le conseil municipal actuel est élu lors de l'élection quadriennale du 10 mai 2016.
| Mandat      | Fonctions            | Nom(s)                                                                 |
| ----------- | -------------------- | ---------------------------------------------------------------------- |
| 2016 - 2020 | Maire                | Roland Fougère                                                         |
| 2016 - 2020 | Conseillers généraux | Pauline Hébert, Mike Leblanc, Oscar Jos Leblanc et Raymond J. Poirier. |

Anciens conseils municipaux
Un conseil est formé à la suite de l'élection du 12 mai 2008 ; le maire est élu par acclamation. Le conseil municipal précédent est élu lors de l'élection quadriennale du 14 mai 2012.
| Mandat      | Fonctions              | Nom(s)                                                                      |
| ----------- | ---------------------- | --------------------------------------------------------------------------- |
| 2012 - 2016 | Maire                  | Aldéo Saulnier                                                              |
| 2012 - 2016 | Conseillers municipaux | Roland A. Fougère, Pauline Hébert, Michael (Mike) Leblanc et Oscar Leblanc. |

| Mandat      | Fonctions              | Nom(s)                                                                                         |
| ----------- | ---------------------- | ---------------------------------------------------------------------------------------------- |
| 2008 - 2012 | Maire                  | Aldéo Saulnier                                                                                 |
| 2008 - 2012 | Conseillers municipaux | Anise Collette, Roland Fougère, Michael (Mike) Leblanc, Raymond J. Poirier et Normand Vautour. |

| Période                                  | Période       | Identité          | Étiquette | Qualité                   |
| ---------------------------------------- | ------------- | ----------------- | --------- | ------------------------- |
| 2004                                     |               | Aldéo Saulnier    |           | Pompier, homme d'affaires |
| 1998                                     | 2004          | Raymond Duplessis |           | Homme d'affaires          |
| décembre 1997                            | 1998          | Aldéo Saulnier    |           | Maire suppléant           |
| 1995                                     | décembre 1997 | Mark Robere       |           | Avocat                    |
| 198?                                     | 1995 (?)      | André Goguen      |           |                           |
| 1980                                     | 198?          | Laurie Boucher    |           |                           |
| 1977                                     | 1980          | Lionel Mills      |           |                           |
| 1974                                     | 1977          | Laurie Boucher    |           |                           |
| 196?                                     | 19??          | Ola Maillet       |           |                           |
| Les données manquantes sont à compléter. |               |                   |           |                           |

### Projet d'annexion
L'annexion de la paroisse de Wellington à la ville de Bouctouche est proposée. Un plébiscite devrait être organisé à ce sujet en mai 2015.

### Commission de services régionaux
Bouctouche fait partie de la Région 6, une commission de services régionaux (CSR) devant commencer officiellement ses activités le 1er janvier 2013. Bouctouche est représenté au conseil par son maire. Les services obligatoirement offerts par les CSR sont l'aménagement régional, la gestion des déchets solides, la planification des mesures d'urgence ainsi que la collaboration en matière de services de police, la planification et le partage des coûts des infrastructures régionales de sport, de loisirs et de culture; d'autres services pourraient s'ajouter à cette liste.

### Représentation et tendances politiques
Bouctouche est membre de l'Association francophone des municipalités du Nouveau-Brunswick.
 Nouveau-Brunswick: Bouctouche fait partie de la circonscription provinciale de Shawn Graham, ancien premier ministre du Nouveau-Brunswick. Il fut élu en 1999 puis réélu en 1999, en 2003, en 2006 et en 2010.
 Canada: Bouctouche fait partie de la circonscription fédérale de Beauséjour. Cette circonscription est représentée à la Chambre des communes du Canada par Dominic LeBlanc, du Parti libéral.

## Vivre à Bouctouche

### Éducation
Bouctouche dispose de trois écoles publiques francophones faisant partie du district scolaire #11. Tout d'abord, les élèves fréquentent l'école Dr-Marguerite-Michaud de la maternelle à la 8e année, avant d'aller à l'école Clément-Cormier de la 9e à la 12e année. Le Centre de formation secondaire de Bouctouche offre quant à lui une éducation alternative de la 9e à la 12e année.
Bouctouche possède la bibliothèque publique Gérald-Leblanc.

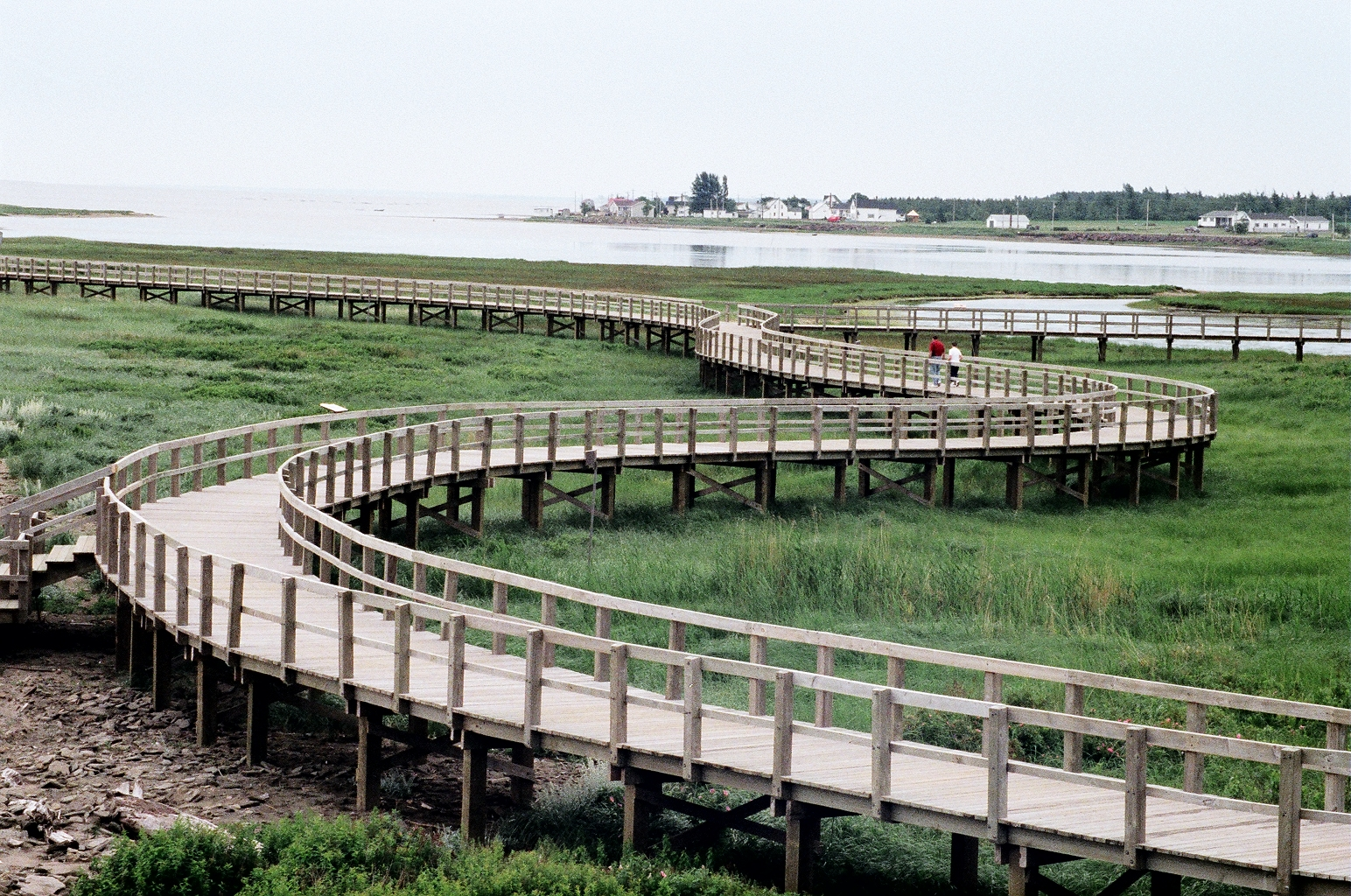
Le sentier de la Dune de Bouctouche

### Autres services publics
Bouctouche possède aussi un poste d'Ambulance Nouveau-Brunswick, une caserne de pompiers et un foyer de soins agréés, le Manoir Saint-Jean-Baptiste.
La ville possède un poste de la Gendarmerie royale du Canada. Il dépend du district 5, dont le bureau principal est situé à Richibouctou.
Un marché est organisé à tous les samedis matin, de la mi-juin à la mi-septembre.
Les francophones bénéficient du quotidien L'Acadie nouvelle, publié à Caraquet, ainsi que de l'hebdomadaire L'Étoile, de Dieppe. Les anglophones bénéficient quant à eux des quotidiens Telegraph-Journal, publié à Saint-Jean et Times & Transcript, de Moncton.
Bouctouche compte un bureau régional d'Énergie NB. Il y a aussi un bureau de poste.

### Sport et parcs
La ville dispose du Golf Bouctouche, un parcours de 18 trous conçu par Graham Cooke.
Le forum de Bouctouche est un aréna de 600 places situé sur la rue du Parc. La ville dispose aussi de cinq courts de tennis, d'un terrain de balle-molle, d'un terrain de baseball, d'un terrain d'athlétisme et de deux gymnases.
C'est à Bouctouche que se trouve l'Éco-centre Irving dont le but est de restaurer et de protéger la dune de Bouctouche, une des plus grandes dunes de la côte est de l'Amérique du Nord, qui s'étend sur plus de 12 km et est née il y a plus de 2 000 ans.
Le Pays de la Sagouine est un parc accessible par un pont piétonnier construit sur l'île aux Puces, dans la rivière Bouctouche. L'animation est faite par des musiciens, des cuisinières, des artisans et des conteurs. Il y a aussi des jeux pour les enfants, un bar et un restaurant.
La place Châtellerault est située au centre-ville, à l'intersection de la rue Acadie et du boulevard Irving. Le quai de Bouctouche se trouve du côté sud de la place. Le parc Riverain K. C. Irving, situé à l'est de la place, longe le havre de Bouctouche au sud du boulevard. La marina se trouve quant à elle à l'extrémité est.

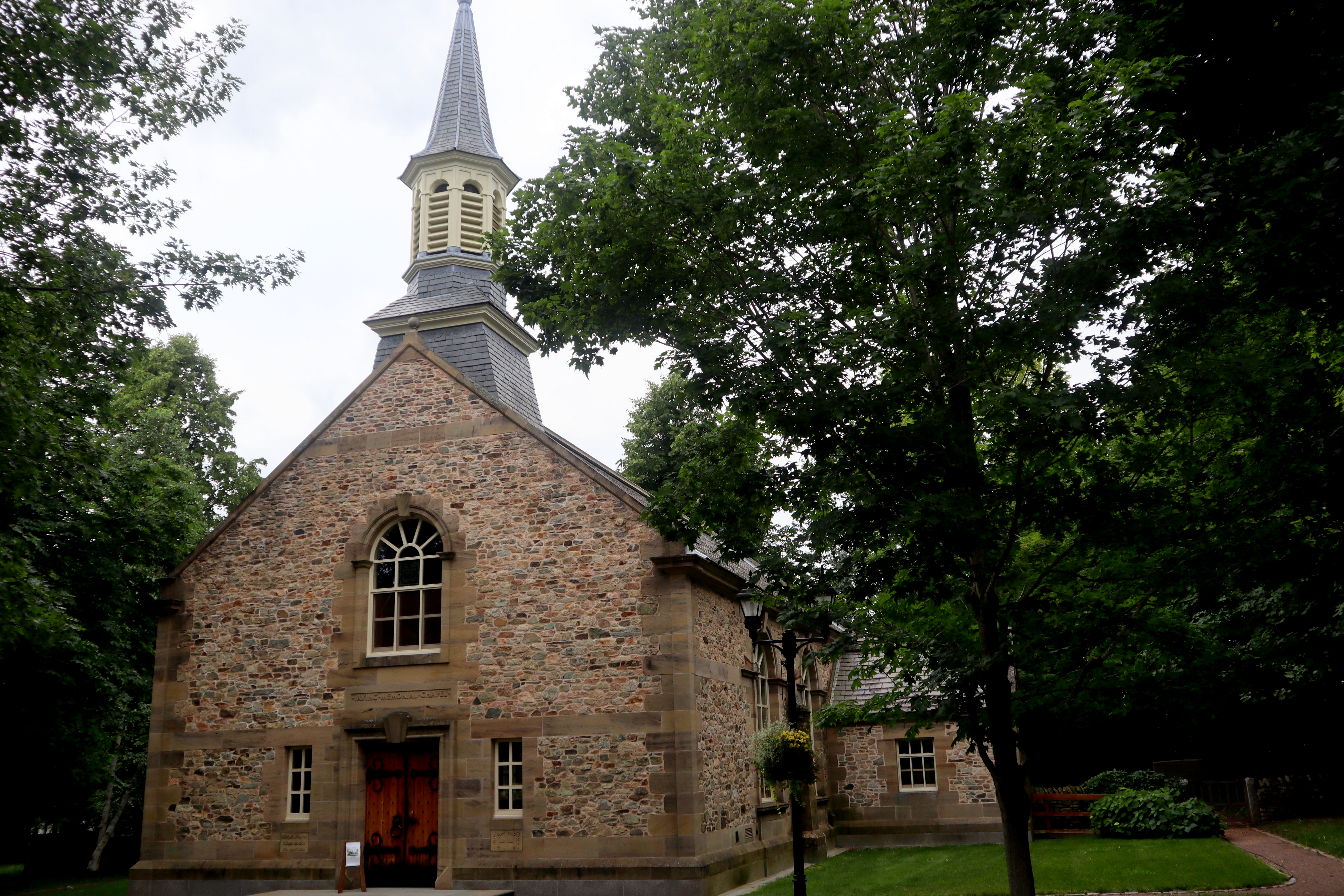
Chapelle de l'arboretum Irving

Face à la marina, l'arboretum de Bouctouche est situé le long du chemin du Couvent, au bord de la rivière Mascogne dans le quartier Saint-Jean-Baptiste, près de l'usine Kent Homes; il a d'ailleurs été financé par la famille Irving. Il comprend différentes espèces d'arbres, des ponceaux et plusieurs sentiers. La chapelle commémorative Irving et un cimetière protestant s'y trouvent aussi.
Le parc Rotary est situé à Bouctouche-Sud, le long de la rue Acadie, au bord d'un marais de la baie de Bouctouche. Il comprend des sentiers, des tables de pique-nique, un centre d'interprétation du marais et un centre d'information touristique. Le marais est un lieu fréquenté par plusieurs oiseaux migrateurs et les canards. On y retrouve aussi l'un des principaux bancs d'huîtres dans la province.
Une partie du sentier de l'Étoile passe par Bouctouche. L'une des sections complétées, le sentier de la Dune, d'une longueur de dix kilomètres, relie le centre-ville à la dune de Bouctouche. L'autre portion longe la rue Acadie vers le sud. Le sentier arrière-baie suit le tracé de l'ancien chemin de fer au centre-ville et relie le Pays de la Sagouine au parc Rotary.

## Culture

### Personnalités
- Guy Crossman (Bouctouche, 1915 - ), homme d'affaires et homme politique;
- Gilbert Girouard (Sainte-Marie-de-Kent, 1846 - Bouctouche, 1885), marchand et homme politique;
- Kenneth Colin Irving (Bouctouche, 1899 - Saint-Jean, 1992), industriel;
- Émerise LeBlanc-Nowlan (Bouctouche, 19?? - ), écrivaine ;
- Gérald Leblanc (Bouctouche, 1949 - Moncton, 2005), homme de lettres;
- Hert Leblanc (Bouctouche, 19?? - ), musicien;
- Antonine Maillet (Bouctouche, 1929 - 2025), femme de lettres, lauréate du prix Goncourt;
- Michael McKee (Bouctouche, 1940 - ), avocat et homme politique;
- Hervé Michaud (Bouctouche, 1912 - ?, 1978), agriculteur, marchand et homme politique;
- Joseph Michaud (1841-1903), prêtre, mort à Bouctouche ;
- Marguerite Michaud (Bouctouche, 1903 - 1982), enseignante, administratrice, conférencière et écrivaine;
- Auguste Renaud (Bordeaux, 1835 - Bouctouche, 1897), agriculteur et homme politique.
- Paul Dwayne (Bouctouche, 1964 - 2024), chanteur de musique country, né à Bouctouche.
- L’Hon. Stephen J. Doucet (Bouctouche, 1967-?), Juge de la Cour du Banc du Roi du Nouveau-Brunswick.

### Architecture et monuments

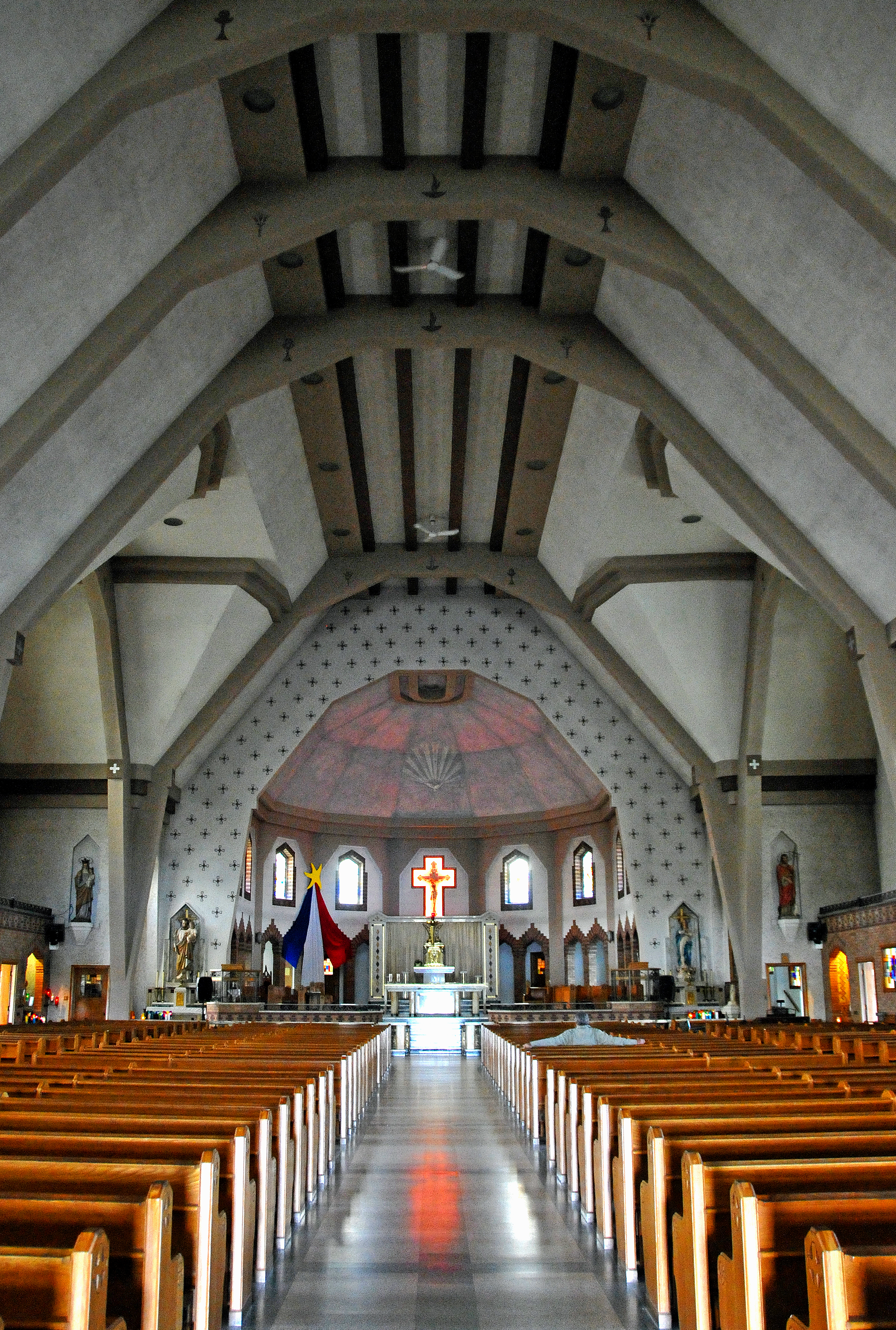
Intérieur de l'église Saint-Jean-Baptiste.

Bouctouche possède une architecture variée mais dominée par le style traditionnel acadien. Toutefois, l'usine Fantech possède l'un des meilleurs exemples de mur-rideau de la province.
L'ancien bureau de poste est situé au 59, boulevard Irving. C'est un édifice en briques de deux étages. Il fut conçu et construit en 1929 par l'architecte Anselme Roy, dont les principales réalisations sont de nombreuses écoles, l'église Saint-Jean-Baptiste de Bouctouche, le manoir Irving et les premières stations-service caractéristiques d'Irving Oil. L'édifice fut occupé par le bureau des postes et douanes entre 1929 et les années 1960, par le premier hôtel de ville au début des années 1970 et ensuite par différents organismes dont Entreprises Kent depuis 1974.
Le couvent de l'Immaculée-Conception et sa chapelle du Sacré-Cœur est un site historique provincial.
L'église anglicane Saint Lawrence est un site historique provincial situé au 42, rue Acadie. L'édifice en bois de style gothique fut construit entre 1864 et 1867. On ne sait pas qui l'a construit. Les murs extérieurs sont recouverts de bardeaux de cèdres peints en blanc. La façade ouest comprend une fenêtre à double ogive surmontée d'un quartefeuille au centre du pignon. Au sommet se trouve un campenard, dont la cloche provient du navire britannique S.S. Helena, construit au XVIIIe siècle. Installée sur un vaisseau américain au XIXe siècle, cette cloche a survécu à la Guerre de Sécession et est logée à l'église depuis le début des années 1900. Le cimetière témoigne de l'ancienne présence anglophone à Bouctouche. Le tout est entouré d'une clôture en bois.
L'église commémorative Irving a été construite en 2004, selon les plans de Simpson & Brown, d'Édimbourg, et Muray John, de Londres. L'édifice, inspiré de l'architecture écossaise, est une chapelle non confessionnelle financée par la famille Irving et située dans l'arboretum. C'est un édifice en pierres taillées, aux coins à pierres sciées, comptant un clocher carré à flèche octogonale. Le toit, à pente douce, et la flèche sont recouvertes de bardeaux. La charpente, exposée à l'intérieur, comprend quatre treillis massifs en sapin de Douglas. La décoration comporte des meubles sculptés, des boiseries, de la broderie, des éléments en fer forgé et des vitraux.
- Église Saint-Jean-Baptiste

- Maison Albert, Allain, Robitaille et Cormier

- Maison Gilbert Girouard

- Maison James Barnes

- Monument aux pionniers

- Premier hôpital Stella-Maris

- Presbytère du curé François-Xavier-Michaud

### Langues
Selon la Loi sur les langues officielles, Bouctouche est officiellement francophone puisque moins de 20 % de la population parle l'anglais.

### Fêtes et traditions
Le festival des Mollusques a lieu à la mi-juillet, la Fête nationale de l'Acadie le 15 août, le Carnaval du Flocon magique en hiver et la Chandeleur le 2 février.
Le marché des Fermiers est situé sur le boulevard Irving, au centre-ville.
La première nation de Bouctouche (Tjipogtotjg), située à proximité, célèbre un pow-wow annuel.

### Bouctouche dans la culture
Bouctouche est mentionné dans la chanson Sur un air de déjà vu sur l'album du même nom des Cowboys Fringants. La ville fait l'objet d'un poème dans le recueil de poésie La terre tressée, de Claude Le Bouthillier. La localité et certains de ses habitants sont mentionnés à plusieurs reprises dans le roman La Mariecomo de Régis Brun car faisant partie du « pays de la Mariecomo », comprenant la côte entre Richibouctou au nord et Cap-Pelé au sud.

## Jumelages
- Saint-Martinville (États-Unis)
- Châtellerault (France)